# Ground Control II: Operation Exodus
Ground Control II: Operation Exodus è un videogioco di strategia in tempo reale sviluppato dalla Massive Entertainment e pubblicato dalla Vivendi Games nel 2004 per Windows. È il seguito di Ground Control e l'ultimo gioco della serie. È dotato di grafica 3D e di telecamera libera, che permette l'angolazione da ogni direzione e distanza della visuale nelle missioni.
Nel 2013 venne pubblicato su GOG.com anche per Macintosh.

## Trama
Corre l'anno 2741, e la pacifica Northern Star Alliance viene invasa dal belligerante Impero Terrano. Nella capitale dell'Alliance, Morningstar Prime, il veterano capitano Jacob Angelus è ormai la figura centrale di una disperata difesa per evitare che il suo popolo venga annientato da una brutale guerra nel tentativo di distruggere definitivamente la NSA, in quanto l'Impero Terran ha persino inviato alcune unità di una razza aliena sottomessa, i Viron.
La situazione è ormai senza scampo per la NSA, e l'unica speranza è racchiusa nell'esodo in un'altra parte della galassia: per evacuare il suo popolo, Jacob Angelus deve dunque recuperare l'antica navicella spaziale CSS ASTRID.

## Accoglienza
Ground Control II: Operation Exodus ha ricevuto "recensioni generalmente favorevoli", ottenendo un punteggio medio di 80/100 su Metacritic.